# 견훤
견훤(甄萱, 867년 ~ 936년 10월 1일(음력 9월 8일)(율리우스력 9월 26일))은 신라 말기의 군인이자 후백제의 초대 국왕이다.
892년에서 935년 음력 3월까지 후백제의 왕으로 재위한 그는 본래 통일신라의 장군이었으나 889년을 전후한 시기부터 반란을 일으키고, 892년에 통일신라의 무진주를 습격하였으며, 900년에 통일신라의 완산주를 도읍으로 후백제를 건국하였다. 927년 서라벌로 쳐들어가 붙잡은 신라의 경애왕을 스스로 자진토록 하고, 경순왕을 신라의 왕으로 세웠다. 935년 음력 3월에 적장자(嫡長子)인 신검이 일으킨 정변으로 황위에서 축출되었다가 그 해 6월에 고려 측과 사위 박영규 등의 도움으로 후백제를 탈출했고 대리청정을 하던 신검은 같은 해 음력 10월 17일에 정식으로 즉위하였지만, 936년 음력 9월에 견훤을 앞세운 왕건측의 총공격으로 후백제는 패망하였다. 신검에 대한 복수의 일념으로 왕건의 후백제 정벌에 앞장을 섰던 견훤은 신검이 왕건에 의해 일단 사면되는 조치를 받자 극도의 울분과 번민으로 등창이 일어나 크게 번졌고, 이에 며칠 후에 사망하였다고 하며 《삼국유사》에서는 음력 9월 8일에 사망하였다고 한다.

## 생애

### 출생 및 가계
《삼국사기》에 따르면 견훤은 상주(尙州) 가은현(지금의 문경시 가은읍) 사람으로, 867년에 태어났다. 견훤의 아버지 아자개는 원래 농사로 먹고 살다가 광계(光啓) 연간에 집안을 일으켜 장군을 일컬었다고 하며, 견훤 자신의 성도 원래 이씨(李氏)였으나 뒤에 견씨(甄氏)로 고쳤다고 한다.
『이제가기(李磾家記)』에서는 이렇게 말하였다.
“진흥대왕(眞興大王)의 왕비인 사도(思刀)의 시호는 백숭부인(白 夫人)이다. 셋째 아들은 구륜공(仇輪公)이고, 그 아들은 파진간(波珍干) 선품(善品)이고, 선품의 아들은 각간(角干) 작진(酌珍)이다. 작진의 아내 왕교파리(王咬巴里)가 각간 원선(元善)을 낳았으니, 이 사람이 아자개이다. 아자개의 첫째 부인은 상원부인(上院夫人)이고 둘째 부인은 남원부인(南院夫人)이다. 5남 1녀를 두었는데, 그 장자가 바로 상보(尙父) 훤(萱)이고, 둘째 아들은 장군 능애(能哀), 셋째 아들은 장군 용개(龍蓋), 넷째 아들은 보개(寶蓋), 다섯째 아들은 장군 소개(小蓋)이며, 딸은 대주도금(大主刀金)이다. ”李磾家記云 眞興大王妃思刀 諡曰白 夫人 第三子仇輪公之子 波珍干善品之子角干酌珍 妻王咬巴里 生角干元善 是爲阿慈介也 慈之第一妻上院夫人 第二妻南院夫人 生五子一女 其長子是尙父萱 二子將軍能哀 三子將軍龍蓋 四子寶蓋 五子將軍小蓋 一女大主刀金

이같이 《삼국유사》는 견훤의 아버지인 아자개에 대해 《이제가기》를 인용하여 설명하고 있지만 이러한 계보에 대해서 의문을 제기하고 있다. 다만 아자개가 거병했다는 광계 연간은 서기로 885년에서 887년에 해당하며, 889년에 '원종 애노의 난'이 일어나는 등 신라 각지에서 농민 반란이 속출하던 시기와 겹치며, 아자개는 신라 말기의 혼란을 틈타 일어난 지배계층의 성씨로 호족의 일원(6촌성, 경주 이씨)으로 생각할 수 있다.
견훤의 어린 시절에 대해서 《삼국사기》는 견훤이 아직 아기였을 때, 아버지가 들에 나가 밭을 갈고 어머니가 아버지의 식사를 갖다 주려고 어린 견훤을 나무 아래 잠시 두었는데, 그 사이 범이 나타나 견훤에게 젖을 먹여준 적이 있다는 이야기와 자라면서 체격과 용모가 웅대하고 빼어났으며 뜻과 기상이 활달하여 범상치 않았다고 기록해, 궁예와 사실상 마찬가지로 비록 견훤이 고려 태조 왕건의 적이어서 그의 일생을 전체적으로, 또 많은 부분들에서 사실과 달리 나쁜 쪽으로 조작하고 폄하했지만, 이 부분과 이후 견훤의 해적 토벌 부분만큼은 미흡하게나마 그의 영웅적인 면들을 인정했다. 견훤이 태어난 상주 가은현은 지금의 경상북도 문경시 가은읍 갈전 2리 아차(아채) 마을로, 문경에는 오늘날에도 견훤과 관련된 설화가 많이 남아 있다. 《제왕운기》는 "새가 와서 덮어주고 범이 와서 젖을 먹였다"고 읊고 있는데, 실제로 견훤이 태어났을 때 온갖 날짐승이 날아와 몇 년에 걸쳐 아이를 보호해주어서 마을 사람들은 그 아이가 장차 큰 인물이 될 것임을 짐작했다는 전설도 전한다.

### 신라의 장군
견훤은 장성하여 군을 따라 왕경(王京)에 들어갔고, 서남해(西南海)의 방수(防戍)에 배정되었다. 《삼국사기》는 견훤이 서남해에서 군생활을 할 때의 모습을 "잘때도 창을 배고 적을 대비했다. 그의 용기는 항상 다른 신라 병사들을 앞섰으므로."라고 적었고, 이후 "이러한 공로로 비장(裨將)이 되었다. "고 적어서 그가 서남해에서 신라군 생활을 했을 때 장군의 자질을 보였다고 인정했고, 또 실제 전투에서도 공로를 세웠음을 간접적으로 인정했다.
견훤이 임명된 신라의 '비장'이라는 지위에 대해서는 전통적으로 장군의 보좌관을 가리키는 것으로 여겨져 왔지만, 단순히 보좌관을 가리킨다기보다는 장군 예하의 부장(副將)이나 장군 자체를 가리키는 것이라고도 한다. 견훤이 복무한 서남해에 대해서도, 견훤이 처음 반란했을 때 무진주 동남쪽의 군현이 일제히 그에게 항복하여 따랐다는 기록이나, 견훤 자신의 측근 세력이자 혼인관계까지 맺은 인척이었던 무진주(武珍州) 성주 지훤(池萱)과 순천 출신 박영규, 그리고 인가별감(引駕別監) 김총(金摠) 등이 모두 전라도 광주와 순천 지역 출신이었다는 점을 감안해보면 대체로 순천과 여수를 중심으로 하는 전라남도 지역에 해당한다고 볼 수 있다. 특히 순천은 신라 시대에는 승평(昇平)이라고도 불리며 남단 내륙교통의 요충지이자 대중국 교역의 주요 항로였으며, 광주 및 나주, 목포 지역과 지금의 경상남도 연안을 연결하는 위치로 무진주(지금의 광주광역시)에서 왕경인 서라벌(지금의 경주시)로 가기 위해 통과해야 하는 땅이기도 했다.

### 반란과후백제개창
견훤의 반란은 《삼국사기》에 따르면 892년(진성여왕 6년)에 있었는데, 《삼국유사》에는 889년이라고도 적고 있다. 이 해는 신라에서 원종과 애노의 난이 일어난 때로, 이 기록을 따른다면 견훤은 원종과 애노의 난을 진압한다는 구실로 신라 조정으로부터 군사적인 독립을 이룬 뒤, 892년에 무진주를 점령함으로써 본격적으로 신라와는 다른 독자적인 정부 체제를 수립한 것이 된다. 《삼국사기》는 그가 처음 거병한지 열흘 만에 5천 명이나 모였다고 한다.
무진주를 점령한 견훤은 섣불리 왕이라는 칭호를 쓰는 대신 스스로 '신라(新羅) 서면도통지휘병마제치(西面都統指揮兵馬制置) 지절도독전무공등주군사(持節都督全武公等州軍事) 행전주자사(行全州刺史) 겸 어사중승(御史中丞) 상주국(上柱國) 한남군개국공(漢南郡開國公) 식읍이천호(食邑二千戶)를 칭하였다.
중국 강남의 오월에 사신을 보내 외교 관계를 맺었다.

### 태봉과의 전쟁

#### 금성 전투
견훤은 지금의 전라남북도 지역을 석권하고 후백제를 선포한 이듬해에 진출방향을 지금의 경상남도 서부 지역으로 돌려 대야성을 공격하였으나 실패하였다. 한편 견훤으로부터 비장의 지위를 받기도 했던 양길은 899년 7월에 궁예를 치기 위해 국원경 등 10여 성의 성주들을 끌어들여 궁예를 쳤으나 거꾸로 비뇌성 전투에서 패하고, 901년 궁예는 태봉을 선포하였다.
903년에는 태봉의 해군 기습에 의해 금성(錦城, 나주) 일대의 10여 군현을 빼앗겼다. 하지만 여기에 대해서 '궁예, 진훤, 왕건과 열정의 시대'를 이도학씨는 이 사실에 의문을 제기하고 있다. 정말로 왕건이 903년에 나주 지역을 점령했으면 어째서 견훤이 6년간 탈환을 할려고 하지도 않다가 왕건이 909년에 다시 나주를 칠 수 있냐는 것인데, 여기에 대해서 박종기씨는 '고려사의 재발견'에서 왕건이 903년에 나주를 점령했지만 중간에 견훤이 다시 탈환해 왕건이 909년 나주를 재점령한 것으로 보고 있다. 그리고 정부에서 공식적으로 우리나라에 대한 모든 것들을 백과사전으로 만든 한국민족문화대백과의 궁예편과 왕건편에서는 여기에 대해서 명확하게 결론을 못 내렸다. 궁예편에서는 909년으로, 왕건편에서는 903년으로 표기했다.
견훤은 이어 906년에는 상주 사화진 일대에서 궁예의 명을 받고 정기장군(精騎將軍) 검식(黔式) 등을 거느리고 온 왕건과 여러 차례 싸운 끝에 결국 패했다. 하지만 이런 결과에도 불구하고, 907년 견훤은 일선군 이남의 10여 성을 장악하였다. 나주 지역을 태봉에게 빼앗겼다는 것은 후방이 노출되어서 태봉과 신라 방면으로 세력을 마음대로 확장할 수 없다는 것 이외에 자칫하면 태봉에게 충청남도 북부 지역과 나주 지역을 통한 앞뒤로의 대규모 동시 협공을 받을 수 있다는 최악의 상황이 초래될 수 있고, 또 바다를 통해 중국과 외교 교섭과 무역을 주고 받고 더 나아가 중국과 일본 사이의 중계 무역으로 큰 이익을 얻고 있는 후백제로서는 중국과의 외교 교섭과 무역 거래, 더 나아가 중국과 일본과의 중계 무역까지 무산될 수도 있다는 이야기가 되어서, 국가의 존망이 걸린 중대한 사태로서 후백제로서는 상상을 초월한 엄청난 국가적 손실이었다. 실제로 909년 영광군 염해현(鹽海縣) 앞바다에서 견훤이 오월에 보내는 선박이 왕건에게 나포되어 후백제의 사신은 물론 가지고 있던 물건들까지 모두 빼앗기기도 했다. 나아가 왕건이 이끄는 2,500여 명의 수군은 진도를 지나 고이도를 장악하였다. 이어 덕진포에서 왕건의 화공에 패하고 견훤 자신은 작은 배를 타고 겨우 도주하였다고 한다. 이후 왕건은 궁예의 명을 받고 나주를 거쳐 무진주로 진격했지만, 견훤의 지원을 받는 견훤의 사위인 지훤의 필사적인 방어에 패해 물러나야 했다. 그리고 몽탄(夢灘)면의 지명 유래에서 알 수 있듯이 왕건은 '나주 공략'에서 이겼다고는 해도 역사서들과는 달리 견훤과 싸우면서 고전했음을 알 수 있다.
909년부터 910년까지 견훤은 나주를 놓고 마진(摩震)과 육지에서, 그리고 바다에서 치열한 공방전을 펼쳤는데, 910년에는 견훤 자신이 몸소 보병과 기병 3천을 거느리고 열흘 동안 나주를 포위 공격했으나 궁예가 지원군을 보내는 바람에 패배했다.
912년 덕진포(德津浦)에서 왕건을 대동하고 해군을 이끌고 친정을 한 궁예와 견훤이 해전을 벌여 궁예에게 패했다고 선각국사비(형미의 비석)에 나와 있고, 현재 학계의 유력한 학설로 떠오르고 있다. 궁예와 왕건의 이러한 나주 지역 점령 활동은 고려 시대 당시와 조선 시대는 물론이고, 현대의 한국 역사학자들에게서 왕건의 고려 통일의 초석을 다진 사건으로 대단히 높게 평가받고 있으나, 실제로 이후의 태봉, 고려와 후백제의 쟁패 과정을 보면 궁예와 왕건의 나주 지역 점령 활동의 효과는 상당히 제한적이었다. 우선, 후백제가 가장 두려워하는 최악의 시나리오인 충청남도 북부 지역과 나주 지역을 통한 앞뒤로의 대규모 동시 협공을 받은 일이 없었고, 해상 봉쇄를 통한 후백제의 외교적, 경제적 고립과 충청남도 북부 지역과 나주 지역을 통한 앞뒤로의 대규모 동시 협공 우려를 견훤에게 심어줘, 후백제의 신라 지역과 후고구려 지역 진출을 억제해 후백제의 국력을 더 이상 확장하지 못하게 하는 효과 이외에, 기존의 후백제의 국력을 근본적으로 쇠퇴시키는데 실패했다.
오히려 왕건의 고려 건국 이후, 후백제는 궁예 시절과는 달리 중국과의 자유로운 교역에 성공했고, 심지어 중국뿐만이 아니라 북방의 거란과도 자유롭게 교역을 하는 모습을 보여, 애초의 나주 지역 점령의 가장 중대한 목적 중 하나였던 후백제의 외교적, 경제적 고립이라는 목표 달성에 실패했고, 여전히 나주 지역을 고려에 빼앗겼는데도 불구하고 궁예 시절보다 훨씬 국력이 강해져서 신라 지역으로 활발히 진출해 결국 신라의 수도인 경주까지 함락시켰고, 이 직후 신라를 구원하기 위해 출정한 왕건의 친정군까지 927년 팔공산 전투에서 전멸시키는데 성공했기 때문이다. 또 929년 후백제의 나주 지역 탈환에도 불구하고, 고려는 930년 고창(지금의 안동)전투에서 대승을 거두어 이후 후삼국 통일 전쟁에서 결정적인 우위를 보였고, 후백제는 나주를 수복했음에도 불구하고 고창 전투 대패 이후 급속도로 몰락하기 시작하기 시작했다. 또 고려는 929년에 나주를 후백제에 빼앗겼는데도 불구하고, 935년 왕건의 명을 받은 유금필이 당시 신검의 쿠데타로 금산사에 유폐되어 있던 견훤을 구출해 고려로 데려올려는 목적으로 나주 지역을 공격해 탈환하기 전까지 6년 동안 나주 지역을 탈환할려는 시도를 하지 않은 것과, 936년, 왕건이 견훤을 대동하고 고려의 국력을 총동원해 신라의 낙동강 지역을 통한 최후의 후백제 공격때 1년 전에 점령한 나주 지역을 이용해 낙동강 지역과의 대규모 동시 협공 공격을 시도하지 않은 점 등으로 봐서 궁예와 왕건의 나주 지역 점령 활동의 군사적, 경제적 효과는 상당히 제한적이었음을 확인할 수 있다.
한편 918년 6월에 태봉(泰封)에서 궁예가 쫓겨나고 왕건이 즉위하여 고려(高麗)를 건국하자, 견훤은 일길찬 민합(閔合)을 축하사절을 보내 공작의 깃털로 만든 부채와 지리산의 대나무로 만든 화살을 왕건에게 선물로 보냈는데, 한편으로 오월에도 즉각 사신을 보내 말을 바쳤고, 오월은 답례로 견훤에게 중대부(中大夫)의 벼슬을 더해주었다. 궁예 휘하의 이흔암이 지키고 있던 웅주(熊州)는 이흔암이 철원(鐵圓)으로 상경한 사이 운주(運州) 등 10여 개 주현과 함께 후백제에 귀부하였다. 9월에는 상주의 아자개(阿慈蓋)가 왕건에게 항복하고 있다.

### 후사벌과의 전투

#### 후백제의 공격과 후사벌의 멸망
929년에는 박언창을 공격하여 후사벌을 멸망시켰다. 919년 신라 본국과 연락이 두절된 후 사벌대군 박언창은 스스로 후사벌왕을 칭하고 나라를 세워 자치 정권을 운영하였다.

#### 신라방면에 대한 공략
920년 9월에 견훤은 다시 아찬 공달(功達)을 고려에 보내어 다시 공작의 깃으로 만든 부채와 지리산의 대나무 화살을 바치며 우호적인 제스처를 취하고서, 10월에 920년 10월, 견훤은 1만여 명의 군사를 거느리고 신라를 공격하여 마침내 오랜 숙원이었던 대야성 공략에 성공한다. 과거 대야성을 공격했다가 쓰라린 패배를 경험한지 무려 19년 만의 일이었다. 대야성은 중요한 요충지로, 후백제군은 대야성을 빼앗음으로써 신라의 본토를 습격할 수 있는 길을 열게 된것이다. 견훤은 승세를 타고 구사성(仇史城)까지 함락시켰고, 진례성까지 공격하려 하였으나 신라 왕의 구원 요청을 받은 왕건이 군사를 움직이자 다시 물러났다. 고려사 박수경 열전을 보면 이때의 고려 지휘관은 박수경으로 추정이 되고 박수경 열전에는 왕건의 명령을 받아 신라로 간 박수경이 거듭해서 견훤군을 패배시켰다고 적고 있어 이때 견훤군은 박수경에게 패해서 물러간 것으로 추정이 된다. 그러나 견훤은 왕건의 쿠데타에 동조하지 않는 고려의 혼란을 이용하여 웅진(오늘날의 공주)까지 진출했다. 삼국사기에서는 이를 두고 견훤이 겉으로는 왕건과 화친하였으나 속뜻은 완전히 달랐다고 비판하였다.
921년 여름에 도선의 제자인 동진대사 경보(慶甫)가 중국에서 유학을 마치고 후백제의 수도 완산에서 멀지 않은 임피군에 도달했고, 이때 견훤은 경보를 맞아들여 남복선원(南福禪院)으로 올 것을 청했다가 다시 경보가 스승의 옛 거처인 백계산 옥룡사로 가는 것을 허락하였다. 이 해 말에 후백제의 궁창과 명권이 고려로 투항하고 있다.
924년 7월에 견훤은 아들 수미강과 양검을 보내 대야성과 문소성(의성) 두 성의 군사로 조물성을 공격하게 했다. 이들은 고려에서 구원군으로 보낸 애선과 왕충중, 애선을 전사시켰지만, 조물성 사람들의 거센 저항으로 성을 함락시키는데는 실패했다. 견훤은 8월에 절영도(絶影島)의 총마 한 필을 왕건에게 보내고 있다(후술). 한편 신라에서는 경명왕이 죽고 경애왕이 즉위하였으며, 925년 9월부터 발해에서 대규모 망명자들이 고려로 넘어오기 시작했다. 10월에 견훤은 다시 3천 기(騎)를 이끌고 친히 조물성을 내습하였고 왕건은 반격에 나섰다. 이 싸움의 초기는 견훤의 군사가 매우 날랜 관계로 왕건이 불리한 지경으로 몰렸다. 고려사 박수경 열전에도 나오듯이 왕건은 자신의 친정군 이외에 군대를 상군,중군,하군, 셋으로 나누어 후백제군과 겨뤘으나 상군,중군은 모두 패하고 박수경과 은영의 하군만이 승리를 거두어 이 하군과 왕건의 친정군만으로 버티고 있는 사이 유금필군이 왕건군을 지원하러 도착하면서 전세가 뒤바끼게 되었다고 한다.
이 싸움에서 서로 승부를 내기 힘들어지자 양측은 서로 왕건의 사촌아우 왕신(王信)과 견훤의 외조카 진호(眞虎)를 인질로 교환함으로써 화친이 성립되었다. 12월에 견훤은 다시 거창 등 신라의 20여 성을 공격하여 차지하고, 후당에 사신을 보내 후당으로부터 검교태위 겸 시중 판백제군사 지절도독 전무공등주군사 행전주자사 해동서면도통지휘병마제치등사 백제왕 식읍 2천 5백 호의 관작을 제수받았다.

#### 고려와의 전쟁
926년 음력 4월 고려에 볼모로 보낸 조카가 급사하였다. 사서들에서는 병사로 적혀 있지만 역사는 승자의 기록이라는 것을 감안해 최근에는 견훤이 왕건과 '조물성 전투'에서 맺은 화친 약속 조건인 신라 침공 중단을 어기고 신라 지역 각지를 공격해 함락시킨 것에 대한 보복과 더 이상의 견훤의 신라 공략을 막기 위해서 일부러 죽였다는 설이 나오고 있다. 견훤도 이에 대응하여 왕신을 죽이고 웅진 방면에서 진격하였다. 왕건이 웅진 방면의 성주들에게 성을 고수할 것을 명했지만 견훤은 웅주와 운주, 그리고 주변 일대를 모두 점령한 것으로 보인다. 이것은 기록에는 없지만 고려사, 고려사절요, 동국통감을 보면 왕건은 927년 3월 '운주'를 쳐서 함락시키고 이어서 웅주까지 공격했으나 실패했다고 나오기 때문이다. 그리고 934년 '운주전투'에서 대승리를 거둔 후 웅진 이북의 30여성이 고려에게 투항했다는 기록이 있는 것을 보면 이때 견훤의 출정은 운주와 웅주 지역을 빼앗았음을 알 수 있다.
전투에 앞서 견훤은 자신이 보냈던 절영도의 총마를 돌려달라고 고려에 요구하였고, 이에 왕건은 웃으며 견훤이 보낸 절영도의 총마를 돌려주었다고 역사 기록들에 전한다. 이는 견훤이 “절영도의 명마가 고려에 가면 백제가 멸망한다.”는 도참을 들었기 때문이라 한다. 이는 궁예나 왕건만큼은 아니지만 견훤 역시 도참설에 관심을 가지고 있었음을 보여준다.

##### 공산 전투: 신라를 사실상 멸망시키다
927년 정월에 왕건은 후백제의 세력권인 용주(龍州)를 공격해 점령했고, 견훤은 후백제에서 죽은 왕신의 시신을 고려로 송환하였다. 3월에 고려는 다시 운주성주 긍준(兢俊)의 군을 격파하고 이로부터 사흘 뒤에 근품성을 함락시킴으로써 죽령의 길뿐 아니라 계립령의 길을 장악하였다. 4월에는 고려의 수군장군 영창, 능식이 강주(康州)를 공격하기 위해 남해안에 상륙하여 전이산, 노포평, 서산, 돌산을 쳐서 점령하고, 사람과 물자를 노획해서 돌아왔다. 사흘 뒤 왕건이 웅주를 공격했다가 실패했고, 7월에 고려 장수 재충, 김락이 대야성을 함락시키고 백제의 장군 추허조 등 30여 명을 포로로 잡았다. 강주의 북쪽인 대야성이 함락됨으로써 고려는 강주로 가는 길을 열었고, 8월에 왕건이 강주를 순행하고 있다. 이 순행에서 또한 고사갈이성 성주 흥달을 비롯해 흥달을 감시하기 위해 견훤이 현지에 파견했던 후백제 관료들까지 고려에 투항하였다. 고사갈이성의 고려 귀부는 고려가 한강과 낙동강을 잇는 수운로를 확보할 수 있게 되었음을 의미하는 것이었다.
이 수운교통로를 끊기 위해 9월에 견훤은 근품성을 쳐서 파괴하고 고울부(영천)을 함락시켰다. 당시 친고려 정책을 펼치던 신라의 경애왕은 연식을 보내어 왕건에게 구원을 요청하였고 왕건은 시중 공훤 등에게 1만의 병력을 주어 신라를 구원하게 하였으나, 견훤은 왕건의 군이 오기도 전에 단숨에 서라벌로 단숨에 들이닥쳤다. 견훤은 서라벌로 가는 동안, 서라벌을 떠나는 동안 신라를 마음껏 초토화시켰다. 《삼국사기》에는 이때 포석정에서 경애왕을 사로잡아 협박, 자살케 했으며 부하들에게 궁녀들과 간음케 하였으며 병사들을 풀어 약탈을 마음대로 하고 장인들과 병기, 보배들을 약탈하여 돌아갔다고 적었다. 또한 왕의 외종제인 김부(金傅)를 새 왕으로 임명하였는데, 이로 인해 견훤이 신라를 사실상 멸망시키게 된다. 이 상황에서 견훤 자신은 왕건에게 보내는 국서에서 이때의 일을 "국상 김웅렴(金雄廉) 등이 족하(왕건)를 서울로 불러들이려 한 것은 작은 자라가 큰 자라의 소리에 호응하고 메추라기가 매의 날개를 찢으려는 것과 같아, 반드시 백성을 도탄에 빠지게 하고 종사(宗社)를 잿더미로 만들 것이었기에, 내가 먼저 조적의 채찍을 잡고 홀로 한금호의 도끼를 휘둘러서, 백관들에게는 밝은 해에 맹세코 6부를 의리 있는 풍도로 설득하리라 했는데, 뜻밖에도 간신은 도망가고 임금(경애왕)께서는 돌아가셨으므로 하는 수 없이 경명왕의 표제이며 헌강왕의 외손 되시는 분을 받들어 높은 지위에 오르게 하니, 위태로운 나라가 다시 세워졌고 없던 임금이 다시 있게 되었다."고 말하고 있다. 견훤은 경애왕을 죽게 한 후 신라를 멸망시키지 않고 경순왕을 옹립시켜 놓았는데 이는 신라를 멸망시킬 경우, 신라의 유민들이 죄다 왕건에게 귀순하기 때문에 왕건의 세력이 커지는 결과를 초래했으며 그래서 신라를 멸망시키지는 못했다. 그러나 경순왕은 뛰어난 정치력을 발휘해 견훤의 심기를 건드리지 않으며 이리저리 회피한 끝에 왕건에게 항복해 견훤이 경순왕을 옹립한 게 소용없게 되었다.
경주를 유린한 견훤은 고려의 원병을 의식해 말머리를 돌려 기병 5천을 이끌고 대구의 공산(팔공산) 동수 지역에 진을 치고 있던 왕건과 전투를 벌였으며, 이 전투에서 백제 측은 대승리를 거두었고 왕건은 간신히 목숨만 건진 채 도주했다. 이 전투를 공산 전투 혹은 동수 대전이라고 한다. 왕건은 음력 9월에 신숭겸, 김락, 전이갑, 전의갑 형제와 함께 출정하였다가 대패를 당했는데, 공산 전투 초반 고려군이 승리하는 것 같았으나, 이는 후백제의 계략이였고, 싸움의 진행 중 왕건은 견훤이 이끄는 후백제군에게 역매복으로 포위되어 위험하였다. 이때 신숭겸이 “제가 폐하와 용모가 비슷하오니, 제가 폐하로 위장하면 폐하께서는 무사히 탈출하실 수 있을 것입니다.”라고 말하며 자신은 왕건의 갑옷을 입고, 왕건은 일반 군졸로 변장하여 포위를 뚫고 탈출하였다.
태조가 포위망을 빠져나가는 동안 신숭겸은 왕건의 행세를 하며 왕건의 백마를 타고 군대를 이끌고 역전분투하다 결국 견훤군에게 전사하고 만다. 이 전투에서 왕건은 5천명, 학자들에 따라서 1만~2만의 군사를 잃고 개국공신 신숭겸, 김락 등의 뛰어난 장수들도 잃었다. 이 공산 동수 전투에서 신숭겸ㆍ김낙 등 고려의 여덟 장수가 백제군에게 전사해 지역의 지명이 공산에서 팔공산으로 바뀌었다 하며, 주변 지명엔 왕건의 다급한 상황을 전해주는 것들이 많이 남아 있다. 이 대승리를 통해 전세는 완전히 역전되었다.
왕건은 나중에 공산 전투의 고려군 전사자들을 수습하던 과정에서 신숭겸의 시체를 발견한 태조는 크게 슬퍼하여 송악으로 철수할 때 참수되어 머리가 없던 신숭겸의 시신에 금으로 만든 머리 모형을 끼워 넣어 장사지내고 장절(壯節)이라는 시호를 내렸다. 이 공산 동수 전투 이후 견훤은 같은 달 대목군(칠곡군 약목)을 탈취하고 곡식을 불사르거나 거두어갔다. 소목군(구미시 인동)에도 역시 마찬가지 일을 다음 달에 행하였다. 11월에는 벽진군(성주)을 공격하여 장군 색상을 전사시킨다. 이렇게 다시금 서라벌로 가는 길이 확보되었고, 또한 남으로 강주까지 늘어진 고려군의 허리는 잘리게 되었다.

《삼국사기》는 11월 7일에 오월에서 반(班)씨 성을 가진 상서가 도착해 고려와 후백제가 서로 화친할 것을 권하는 오월왕의 조서를 전했는데, 이 조서를 베껴 왕건에게 보내면서 견훤은 따로 왕건에게 보내는 글을 지어 함께 보냈다. 이 글은 최승우가 지은 것으로 알려져 있는데, 앞서 고려군을 상대로 거둔 전승들을 열거하면서 승패가 이미 결정된 것이나 다름없다고 하는 한편으로 "내 활을 평양성의 문루에 걸고 내 말에게는 대동강의 물을 마시게 할 것이다"라고까지 하는 등 자신감을 드러내는 견훤에게 928년 정월 왕건은 다시 장문의 답장을 보내 마찬가지로 고려가 후백제를 상대로 거두었던 승전 사실들을 열거하며 "아직 승패는 알 수 없다"며 응수하고 있다.
928년 1월에 강주를 구하러 가던 고려의 원윤 김상과 정조 직량 등이 초팔성(합천 초계)에서 성주 흥종에게 공격받아 전사했으며, 5월엔 강주의 원보 진경 등이 고자군에 양곡을 운반하러 간 사이에 견훤은 강주를 습격하여 진경의 군 3백여 명이 전사하고, 장군 유문 등은 항복하였다. 왕건은 공격 방면을 전환하려 시도하는 가운데 4월에 탕정군(아산)으로 진출하였고 7월에는 삼년산성을 공격하였으나 후백제군에 패배하고 청주로 퇴각하였다. 김훤, 애식, 한장 등이 이끄는 후백제군은 청주를 공격했으나 탕정군에서 지원군을 거느리고 출정한 유금필의 반격으로 3백여명이 죽거나 포로로 잡히고 독기진까지 물러났다. 시점에 대한 정확한 기록은 없지만 고려사 박수경 열전을 보면 왕건은 삼년산성 전투 이후로 추정되는 발성 전투에서 견훤군에게 또 포위되어 위기에 몰렸으나 박수경의 사력을 다한 구원으로 위기에서 벗어났다고 나온다.
왕건은 8월에 충주로 이동하여 다시 경상북도 일대의 전선을 노리기 시작하였으며, 견훤도 이에 대응하여 장군 관흔으로 하여금 양산(陽山)에 성을 쌓게 하였다. 이에 맞서 왕건은 명지성 원보 왕충으로 하여금 관흔을 쫓아내게 했으나, 관흔은 퇴각하여 대야성을 다시 차지하고 대목군의 벼를 베었으며 죽령 인근의 오어곡에 군사를 주둔시켜 죽령을 봉쇄하였다. 이에 왕건은 왕충 등에게 조물성 일대의 정찰을 명하고 있다.
10월에는 후백제군이 무곡성(군위군 부계면)을 함락시켰고(《삼국사기》) 11월에는 견훤 자신이 정병으로 오어곡성(《고려사》, 《삼국사기》에는 부곡성)을 공격해 함락시키고 고려군 1천여명을 죽였으며, 이 무렵에 고려의 장군 양지와 명식 등 6인이 항복해왔다. 《고려사》등에서는 이때 왕건이 군사들을 왕궁 구정에 불러모으고 양지와 명식 등 여섯 장수의 처자식들을 군사들 앞에서 조리돌린 뒤 저자에서 참형을 했다는 기록을 남기고 있다.

##### 고창 전투에서 운주성 전투까지
경상도 일대의 친고려 호족들을 토벌하기 시작한 견훤은 서부에서도 고려에 압박을 가하기 시작하였는데, 929년에는 고려로부터 나주를 다시 빼앗아 장악하고, 7월에 견훤이 친히 갑사 5천을 거느리고 의성부를 쳐서 성주 홍술을 죽였다. 왕건은 이 소식을 듣고 "나는 양손을 모두 잃었다"며 비통해 했다고 한다. 나아가 후백제군은 10월에 고사갈이성 공격을 시도했고(《고려사》) 가은현을 포위했으나 그곳의 지휘관들인 소판 아질미와 장군 희필의 활약으로 패배했다. 이후 12월에는 대군으로 고창군(안동)을 포위하였다. 이 고창은 고려군에게 있어서 견훤의 고향은 상주 가은현과 더불어 경상북도에서 고려의 가장 중요한 보루였다.
930년 1월에 왕건은 병산에, 견훤은 석산에 주둔하여 대치하였다. 처음에는 견훤군의 군세가 워낙 기세등등하였기에 한창 수세에 몰려 있던 고려군은 강공훤과 홍유가 최악의 경우 고창을 사실상 포기하고 퇴각하는 것이 옳고, 이 경우 죽령은 견훤군이 점령했기 때문에 안전하게 퇴각할 수 있는 샛길을 만들어 두어야 한다고 왕건에게 진언을 할 정도였다. 그러나 이때 고려군의 최대의 명장인 유금필이 나서서 중국 전한(前漢)의 조착의 발언인 '병기는 흉기요. 전투는 위태로운 일이니 죽겠다는 마음으로 살려는 계책을 생각하지 않은 연후에야 비로서 승부를 결정할 수 있다. '를 인용하면서 싸우기도 패할 걱정부터 하는 것은 말이 안 되니 진격해 고창을 구원할 것을 왕건에게 강하게 주장했고, 왕건은 이를 받아들여 고창 전투의 서막인 '저수봉 전투'에서 유금필의 활약으로 대승리를 거둔다.
이 '고창전투'는 고창전투의 서막인 929년 12월 '저수봉 전투'부터 시작해 930년 1월의 '고창병산전투'까지의 1개월여간의 대회전 끝에 견훤은 8천여 명의 전사자를 내는 심대한 피해를 입고 이후 몰락의 길을 걷게 되었고, 자신의 참모인 시랑 김악이 고려군에 포로로 잡히기에 이른다. 이 고창 전투의 승리는 그곳 유력 호족들인 김선평, 권행, 장길의 막판 고려군 참전의 공이 매우 크다고 하지만, 이들은 1개월여간에 걸쳐 계속 관망만 하고 있다, 승기가 고려쪽으로 기울어지는 것을 보고, 아니면 최소한 전투가 백중세인 것을 고려해 자신들이 고려에 합세해 싸울 경우, 승리할 가능성이 높다는 것을 감안하고 출정해 싸운 것이라 고창 전투에서 이들의 활약으로 크게 이겼다는 것은 과장된 면이 크다. 그 외에 고창 전투의 결정적인 승리 요인들은 유금필이 고창 전투 직전에 공훤과 홍유와는 달리 후백제군을 적극적으로 공격할 것을 왕건에게 강력하게 요청해 승락을 얻은 후 자신이 군대를 이끌고 저수봉으로 진격하여 저수봉을 빼앗은 것과 이후 여러 전투들에서 고려군들이 계속 분투하여 고려군이 대승리를 거두었던 것이다. 이튿날 잔병으로 견훤은 순주성(안동 풍산)을 공격하였고, 장군 원봉이 도주하자 백성을 거두어 완산주로 퇴각하였다. 여기에 대해서 문안식 씨는 고창 전투에서 패한 견훤이 바로 운주성을 공격하여 함락시키고 백성들을 거두어 도주했다는 기록을 감안해 '고창전투'에서 후백제군의 피해가 그리 크지 않았다는 주장을 하고 있지만 학계의 정설은 아니다.

이 패배로 견훤은 경상도 일대에서의 패권은 물론이고, 더 나아가 삼한 전체의 패권도 급속히 상실하게 된다. 경상도 일대의 호족들이 930년에 대거 고려로 돌아서게 되며, 신라 또한 931년에 왕건을 서라벌로 초대하였다. 이후 견훤은 다시는 경상도 전역에 대해서 패권을 확보하지 못한다.
932년 6월에 매곡산성(아미산성, 보은군 회인면)의 성주이자 견훤의 심복이었던 공직이 고려에 투항하였는데, 공직은 왕건을 부추겨 일모산성(양성산성, 청주시 양성산(상당구 문의면))을 공격하게 해 왕건은 7월 11일 직접 군대를 거느리고 일모산성을 공격하였고, 그 해가 가기 전 고려군은 다시 일모산성을 공격하여 점령하였다《고려사》). 공직이 항복하자 견훤은 완산에 남아있던 공직의 두 아들과 딸 한 명을 잡아다 친히 국문하고 다리 힘줄을 불로 지져 끊었다고 《삼국사기》는 전하고 있다. 후백제는 불리해진 전세를 만회하기 위해, 또 고려가 공산 전투 이후 육전에만 신경을 쓰는 헛점을 간파해 해군을 통한 고려 본토 기습에 나서 9월에는 후백제의 일길찬 상귀가 수군으로 고려의 염주, 백주, 정주의 전함 100척을 파괴하고 저산도 목장의 말 3백필을 약탈하였으며, 최근 이도학 교수의 견해에 따르면 개경에도 상륙해 일시적으로 고려 왕궁을 점령하고 왕건을 죽음의 위기로 몰아넣었다가 박수경의 사력을 다한 구원으로 왕건은 위기를 넘겼다고 한다. 그 해 10월엔 해군장군 상애 등이 대우도(충남 대우도)를 침략해 고려의 당시 수군 총사령관이었던 대광 왕만세까지 패퇴시키기도 했지만, 이들은 결국 당시 고려 조정 내부의 참소로 곡도로 귀양 와 있던 유금필에게 격파당했고 이후 다시는 해군을 동원해 고려의 내해와 섬들, 육지를 침략하지 못했다. 후삼국 시대와 고려시대에 대한 정사들인 삼국사기, 견훤 열전, 고려사, 고려사절요, 동국통감에는 932년 9월과 10월 이후 후백제 해군의 고려 내해와 섬들, 내지의 침공 사실이 전혀 없으며 오히려 935년, 왕건의 명을 받은 유금필이 이끄는 고려군이 929년에 후백제군에게 빼앗긴 나주 지역을 탈환했다고 나오고, 그 해인 932년 7월부터 왕건이 친정을 해서 공격하기 시작한 충청북도 남부의 중요한 요충지인 '일모산성'이 11월에 끝내 함락당해 오히려 본토의 일부까지 잃어 932년 9월과 10월의 승전들이 빛이 바래게 되었다.
이후 933년 5월엔 수천명으로 추정되는 견훤의 맏아들 신검을 통군으로 하는 후백제의 군대가 혜산성과 아불진(경상북도 경주시 부근)을 공략하면서 신라의 수도인 경주 근처까지 신라가 멸망 위기에 처하자, 이를 막기 위해 왕건이 당시 의성부(경북 의성)를 지키고 있던 유금필을 긴급히 출동시켰고, 유금필은 당시, 자신이 거느리고 있던 군사들 중 급히 추려 출정한 결사대 80명의 병력과 사탄(지금의 경상북도 경산시 하양읍에 위치한 여울)을 건너 신검의 군대와 마주쳤지만, 신검의 군대는 유금필군의 기세에 눌려 싸워보지도 못하고 달아났고 이후 유금필은 경주에 도착해 경주 주민들을 안심시키고 위로했고, 이후 유금필과 그의 결사대가 돌아오는 길에 사탄에서의 치욕을 만회하기 위해 신검의 후백제군이 자도에서 유금필과 그가 거느린 80명의 결사대를 공격했지만 금달, 환궁 등 후백제 장군 7명이 사로잡히고 그 외에 수많은 병사들이 죽고 사로잡히는 굴욕적인 패배를 다시 당했고, 자도에서의 유금필군의 전설적인 승전 소식을 접한 왕건은 '우리 장군이 아니면 누가 능히 이렇게까지 할 수 있었겠는가.'라고 유금필에게 매우 크게 감탄했다고 고려사 유금필 열전, 고려사절요, 동국통감에 기록되어 있다.
934년 9월, 왕건이 운주 일대를 빼앗을려고 진공하고 있다는 소식을 들은 견훤은 갑사 5천명을 뽑아 운주로 진군했지만 고려군의 기세가 강성해 승산이 별로 없다는 생각이 들었는지, "양군이 서로 싸우는데 세를 온전하게 갖추지 못하여 무지한 병졸들이 많이 살상될까 걱정입니다. 마땅히 화친을 맺어 각자 영토를 보전하도록 해야겠습니다. "라며 왕건에게 화의를 청했지만, 고려군이 자신의 영토를 빼앗을려고 진군해왔는데도 화의를 청해, 평소의 패기 있고 자신만만해 하던 견훤답지 못한 모습을 보여, 근본적으로 930년 '고창 전투때부터 지금까지 고려군에게 전체적으로 패배를 거듭해서 사기가 크게 떨어진 후백제군과 견훤 자신의 약해진 모습을 고려군에게 보이는 것밖에 되지 않았고, 견훤의 이런 약해진 모습을 간파한 유금필이 왕건에게 견훤군을 공격할 것을 요청해 왕건은 이를 받아들였고, 이후 유금필은 강력한 경기병 수천명을 이끌고 돌격해 후백제가 미처 진을 치지 못한 사이에 후백제군을 쳐서 대패시키고 후백제측의 술사 종훈과 의사 훈겸, 용장 상달과 최필을 사로잡았고, 후백제군 3000여명을 죽이고 사로잡았다. 이 전투의 패배로 웅진 이북의 30여개의 성들이 고려에 항복하고 말았다.

### 생애 후반

#### 신검의 정변
견훤은 운주 전투 이후 자신의 한계와 나이를 체감하고 보위를 물려주기로 결심하는데, 여러 아들들중 넷째 아들 금강이 키가 크고 지혜가 빼어나다 하여 그에게 왕위를 물려주려고 하였으나, 맏아들로 군무에 경험이 많던 신검, 그리고 변방에서 도독직을 역임하여 역시 군무에 경험이 많던 것으로 보이던 양검 · 용검은 이에 불만을 품게 되었다. 《삼국사기》는 이때 양검과 용검은 각각 강주도독과 무주도독으로서 군을 이끌고 나가 있었고 신검만 완산주에 남아 있었는데, 이찬 능환이 양검 및 용검과 음모를 꾸며 군을 움직였고, 이어 파진찬 신덕 및 영순과 더불어 쿠데타를 일으켰다. 935년 3월, 견훤의 나이 69세 때의 일이었다.
《삼국유사》에는 신검의 쿠데타가 일어나던 때의 모습에 대해, 미처 잠에서 깨어나지 못한 혼미한 상태에서 멀리 대궐의 뜰에서 고함소리가 울리는 것을 들은 견훤이 "이것이 무슨 소리냐?"라고 물었고, 신검이 견훤에게 "왕께서 연로하시어 군무와 국정에 혼미하므로 맏아들 신검이 부왕의 자리를 대신하게 된 것에 여러 장수들이 축하하는 소리입니다. "라고 대답했다는 일화를 전하고 있다. 곧 견훤은 금산사(金山寺)에 유폐되어 파달 등 장사 30명의 감시를 받게 되었다.

#### 고려 망명
삼국유사에서는 4월에 견훤이 금산사를 탈출하였다고 기록되어 있으나, 삼국사기와 고려사에서는 6월에 금산사를 탈출하여 나주시로 가서 고려에 입조를 요청하였다고 기록되어 있다. 이 해 4월에 유금필이 후백제 신검 형제들의 반란 직후 나주를 기습적으로 다시 점령한 것이 견훤의 도주에 결정적인 도움을 주게 되었던 점으로 미루어 보아 삼국유사의 4월 탈출 기록이 맞다면, 고려의 935년 4월 나주 재탈환은 견훤을 고려로 데려오려는 데에 목적이 있었던 것 같다. 또는 삼국사기의 6월 탈출 기록이 맞다면, 견훤이 망명신청을 위해 나주시가 고려의 영토임을 인지하고 의도적으로 간 것이다. 유금필과 왕만세 등이 수군을 이끌고 견훤의 망명을 도왔다. 송악에 도착하자 왕건은 견훤이 자신보다 10살이 더 많다하여 견훤을 상부(尙父)로 부르고 별궁인 남궁을 주었으며 '정승'으로 봉해 직위를 백관들은 물론 심지어 태자인 왕무보다 위에 두었고 양주를 식읍으로 주었으며 그보다 먼저 항복해온 신강을 그 아관으로 삼았다고 한다.
견훤의 망명은 후백제를 붕괴로 이끄는데 가장 큰 영향을 끼치게 된다. 11월에 신라의 경순왕이 나라를 들어 귀순한데 이어, 936년 2월에는 견훤의 사위였던 박영규도 내응할 뜻을 밝혀왔다. 6월에는 견훤이 직접 후백제 정벌을 왕건에게 요청하였고, 왕건은 태자 무(武)와 박술희로 하여금 천안부로 1만 명을 거느리고 나아가게 하였다. 왕건은 3군을 이끌고 9월에 천안부로 나아가 군을 합쳐 일리천(선산)으로 나아가 신검과 대치하였다. 왕건이 동원한 군세는 《삼국사기》에 따르면 총 10만 7천 5백 명(《삼국사기》), 또는 총 8만 6천 8백 명(《고려사》)이었다. 《삼국사기》에 따르면 견훤은 왕건과 함께 전군을 사열했으나 전투에 앞장섰다는 내용은 없으며, 《고려사》에는 기병 1만을 친히 견훤이 이끌었다고 되어 있다. 고려의 군세가 엄정한 것과 견훤이 함께 출정한 것을 본 후백제의 장군 효봉, 덕술, 애술, 명길이 병기를 던지고 항복하였고, 이로 인해 후백제군의 사기는 크게 저하되었던 것 같다. 이때 이 '일리천 전투'에서는 고려 2대 황제가 되는 혜종 왕무(王武)와 강공훤과 명주를 오랫동안 지배해 온 김순식이 크게 활약했다. 특히 명주의 김순식이 고려군에 들어와 싸운 것은 기록상 이것이 처음이자 마지막이다.
왕건은 장군 공훤에게 명해 투항한 후백제 장군들이 원수 신검이 있다고 말한 중군으로 전군을 돌격하게 하였다. 후백제군의 흔강(昕康), 견달(見達), 은술(殷述), 금식(今式), 우봉(又奉) 등을 비롯하여 3천 2백명을 사로잡고 5천 7백명의 목을 베었으며 후백제군 내부에서는 자신들끼리 서로 치고받는 지경에까지 이르렀다. 후백제군은 황산으로 퇴각하였으나 고려군은 재빠르게 기동하여 탄현을 넘어 마성에 주둔하였다. 신검은 강주도독 양검, 무주도독 용검 및 문무신료를 대동하고 항복하였다. 왕건은 반란을 주동한 능환을 참수하였고, 포로가 된 병졸들은 모두 풀어주었으며 항복해온 문무신료들은 능환을 제외하고는 위로하고 송악으로 올라오는 것을 허락하였다. 양검과 용검은 진주로 귀양보냈다가 조금 뒤에 죽였으며 신검에게는 본심이 아닌 능환과 양검, 용검 등의 협박(?)에 의해 왕위를 찬탈하였고, 또한 항복해 왔기 때문에 벼슬을 제수했다고 하지만, 2000년~2002년까지 KBS 1TV에서 최고의 인기리에 방영되었던 드라마 '태조 왕건'의 마지막회의 나래이션에서도 나왔듯이 학계에서는 신검이 비록 벼슬을 제수받았다고는 하지만 동생들인 양검과 용검이 항복한 이후, 왕건에 의해 진주로 귀양갔다가 얼마 뒤에 모두 처형된 점, 신검 자신도 왕건에게 투항해서 벼슬을 받은 이후의 행적이 삼국사기, 삼국유사, 고려사, 고려사절요, 동국통감 같은 고려시대를 다룬 권위 있는 역사서들에서 전혀 언급되어 있지 않은 것들을 고려하면 신검 역시 동생들과 마찬가지로 왕건에게 투항한 지 얼마 후 동생들의 죽음 이후에 따로 처형되었다는 것에 무게를 두고 있다.

### 최후
후백제를 멸망시킨 견훤은 극도의 고뇌와 우울함에 휩싸여 등창이 생겨 며칠만에 황산(논산)의 절에서 사망했다고 한다. 그 날짜가 남아있는 유일한 기록은 《삼국유사》로 936년 음력 9월 8일이라고 하는데, 대전투가 벌어지고 사후처리까지 마무리 되기에는 8일은 좀 짧은 기간이므로 완전히 신뢰할 만한 기록은 아니라고 보는 시각도 있지만, 중국의 경우 항우와 손권의 참모였던 범증과 육손의 경우를 비롯해 극도의 분노와 울분으로 인해 단기간에 건강이 극도로 악화되어 사망한 사례들이 있고, 우리나라에서도 고려 무신 정권기의 청렴하고 유능한 무신 권력자였던 두경승과 구한말의 이준 등의 경우들이 있어서 실제로 있었음직하다는 것이 더 맞을 것이다. 일각에서는 왕건에 의해 암살을 당했다고 하나 증거는 전혀 없다. 견훤이 쓸쓸하게 사망한 곳은 연산현에서 동쪽으로 5리에 있었다는 기록으로 보아 개태사로 추정되고 있다.《신증동국여지승람》 공주목 은진현조에는 현의 남쪽 12리 되는 풍계촌에 왕묘라 불리는 무덤이 있었다고 기록되어 있는데, 이곳은 충청남도 논산시 연무읍 금곡리산 18번지로 왕묘를 견훤의 묘로 비정하고 있다.

## 가계
《삼국유사》에는 8남 1녀의 자식을 두었다고 전하고 있다. 그 가운데 《삼국사기》에 등장하는 것은 신검(神劍), 양검(良劍), 용검(龍劍), 금강(金剛), 그리고 고려(高麗)로 함께 망명한 막내아들 능예(能乂)와 딸 애복(哀福)의 이름이 알려져 있다. 시대적 정황상 29명의 부인을 두었던 왕건처럼 혼인정책을 펼쳤을 가능성이 크지만 견훤의 부인이 몇 명인지는 정확히 알려져있지 않으며, 금산사 유폐 기록에서 고비녀의 이름이 등장할 뿐이다. 신검, 양검, 용검과 금강이 서로 배다른 형제라는 것은 이름의 유사성과 금강을 제거하는 데 세 형제가 합심하고 견훤은 물론 고비녀 및 그녀의 소생을 금산사에 유폐한 행적 때문에 제기되는 추정이다..
- 부 : 아자개(阿慈介, ? ~935)[18][19]
- 모 : 상원부인(上院夫人)
  - 견훤
  - 왕후 : 상원부인(上院夫人 朴氏)[20]
    - 장남 : 신검(神劍, 885년~ ?, 재위: 935~936) 일명 견성(甄成) - 왕태자
    - 차남 : 양검(良劍, ? ~936) - 태사 겸뇌(謙腦)
    - 3남 : 용검(龍劍, ? ~936) - 좌승 용술(龍述)
    - 딸 : 미상
    - 사위 : 지훤(池萱) - 무주(武州) 성주(城主)[21]
    - 딸 : 국대부인(國大夫人).[22]
    - 사위 : 박영규 - 승평군(昇平郡) 호족
    - 딸 : 애복(甄哀福)[23]

  - 후궁 : 미상
    - 4남 : 금강(金剛, ? ~935) - 태사 총지(聰智)
    - 5남 : 종우(宗祐) - 대아간(大阿干)
    - 7남 : 위흥(位興) - 좌승(佐承)
    - 8남 : 청구(靑丘) - 태사(太師)[24]

  - 후궁 : 고비녀(古比女)[25]
    - 6남 : 능예(能乂)

## 평가
현존하는 견훤 관련 기록 거의 대부분은 고려시대에 작성되었다. 신라계 대학자 김부식은 삼국사기에서 견훤을 가리켜 원래 신라의 백성으로 신라의 벼슬을 하던 그가 신라 말의 위태로움을 기회로 삼아 수도 서라벌을 쳐서 군신을 짐승이나 잡초 대하듯 죽인 천하의 원악(元惡)이요 대죄(大罪)라 비판하고, 그가 결국 아들 신검에게 쫓겨난 것도 자업자득의 결과이며 궁예와 사실상 마찬가지로 「(숱한 악을 행하느라) 태조(왕건)를 위해 백성을 몰아다 주었을 뿐」이라며 조소하고 있다.
조선시대에도 견훤에 대한 평가는 부정적이었다.
다만 현대에 이르러서는 신라에 대해 부정적인 사람들에게는 매우 긍정적인 평가를 받고 있다.

## 「甄」의 읽는 법에 대하여
조선조 안정복의 《동사강목》에는 견훤의 거병을 기록하면서 「남해(南海)의 수졸(戍卒)인 견훤(甄萱)이 반란을 일으켜 무주(武州)를 근거로 하고 스스로 한남군 개국공(漢南郡開國公)이라 칭하였다. 」고 적고, 견훤의 이름에서 「견(甄)의 음은 진(眞)이다」라는 주석을 붙이고 있다. 견의 한문 발음은 질그릇 견, 질그릇장인 진 두가지이고, 병음은 전(Zhen)이라는 설이다.
견훤을 진훤으로 읽게 된 경위는 중국 역대 천자의 존함을 피휘하기 위해서였는데 중국의 삼국시대 당시 오나라의 역대 천자 중 한 명인 손견의 견(堅)이라는 존함의 발음을 피휘하기 위해 진훤으로 읽게 되었다.

## 대중문화
- 이환경이 극본을 썼던 KBS1 태조 왕건에서 서인석이 연기한 견훤은 초반에는 참모 최승우의 합리적 전략을 무시하고 저돌적으로 전쟁을 수행하려 하다가 많은 실패를 맛보는 군주로 묘사되었으며, 후반에는 현실적 힘을 중시하는 군주로 묘사되었다.

## 대중 문화속에 나타나는 견훤
- 《태조 왕건》(KBS, 2000년~2002년, 배우:서인석)
- 《제국의 아침》 (KBS, 2002년~2003년, 배우:서인석)

## 관련 문화재
- 상주 견훤사당 - 경상북도 민속문화재 제157호
- 견훤산성 - 경상북도 기념물 제53호

## 같이 보기
- 후백제
- 궁예
- 태조 (고려)
- 후삼국 시대
- 한국의 역사